# Ceuthonectes pescei
Ceuthonectes pescei is een eenoogkreeftjessoort uit de familie van de Canthocamptidae. De wetenschappelijke naam van de soort is voor het eerst geldig gepubliceerd in 1985 door Cottarelli & Saporito.